# Marshall Teague
Marshall Teague   (Daytona Beach, 22 de febrer de 1922 - Daytona Beach, 11 de febrer de 1959) fou un pilot estatunidenc de curses automobilístiques nascut el 22 de febrer del 1922 a Daytona Beach, Florida.
Teague va competir en 23 curses de NASCAR Grand National Series de 1949 a 1952, guanyant-ne set.
Teague es va acostar a la Hudson Motor Car Company viatjant a Michigan i visitant la fàbrica del fabricant d'automòbils sense cita prèvia. Al final de la seva visita, Hudson pràcticament va assegurar a Teague el suport corporatiu i els cotxes, i la relació es va formalitzar poc després de la seva visita. Aquest "generalment es considera el primer equip de carreres de cotxes d'estoc recolzat per un fabricant d'automòbils de Detroit".
Marshall Teague va córrer a la Champ Car a les temporades 1947-1957 incloent-hi la cursa de les 500 milles d'Indianapolis de tots aquests anys.
Marshall Teague va morir l'11 de febrer del 1959 en un accident disputant una cursa a Daytona, Florida.

## Resultats a la Indy 500
| Any    | Cotxe  | Sortida | Vel. mitja | Ranking | Final  | Voltes | V. líder | Retirat      |
| ------ | ------ | ------- | ---------- | ------- | ------ | ------ | -------- | ------------ |
| 1953   | 22     | 22      | 135.721    | 25      | 18     | 169    | 0        | Pèrdua d'oli |
| 1954   | 16*    | -       | -          | -       | 15     | ?      | ?        | Va acabar    |
| 1954   | 31**   | -       | -          | -       | 23     | ?      | ?        | Embragatge   |
| 1957   | 48     | 28      | 140.329    | 26      | 7      | 200    | 0        | Va acabar    |
| Totals | Totals | Totals  | Totals     | Totals  | Totals | 369    | 0        |              |

| Curses       | 2 |
| Poles        | 0 |
| Voltes líder | 0 |
| Victòries    | 0 |
| Top 5        | 0 |
| Top 10       | 1 |
| Retirades    | 1 |

(*) i (**) Cotxe compartit.

## A la F1
El Gran Premi d'Indianapolis 500 va formar part del calendari del campionat del món de la Fórmula 1 entre les temporades 1950 a la 1960.
Els pilots que competien a la Indy durant aquests anys també eren comptabilitats pel campionat de la F1.
Marshall Teague va participar en 3 curses de F1, debutant al Gran Premi d'Indianapolis 500 del 1953.

### Palmarès a la F1
- Participacions: 3
- Poles: 0
- Voltes Ràpides: 0
- Victòries: 0
- Pòdiums: 0
- Punts vàlids per la F1: 0